# الشجاف (إب)

تعديل مصدري - تعديل

الشجاف هي إحدى قرى عزلة ثواب اعلى بمديرية إب التابعة لمحافظة إب، بلغ تعداد سكانها 716 نسمة حسب تعداد اليمن لعام 2004.